# Saladin Schmitt

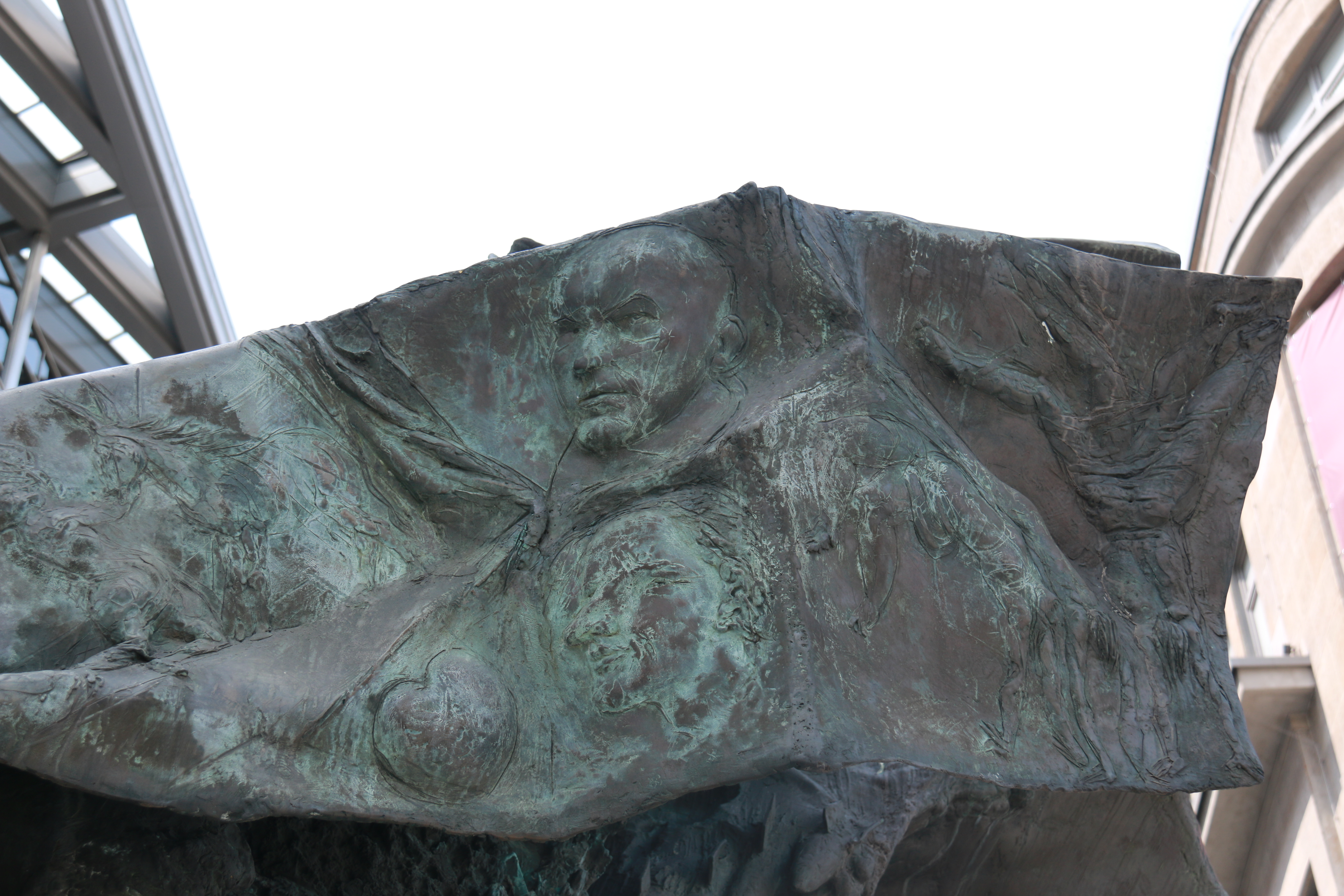
Darstellung von Saladin Schmitt (Mitte, oben) auf der Entfaltung der Stadt

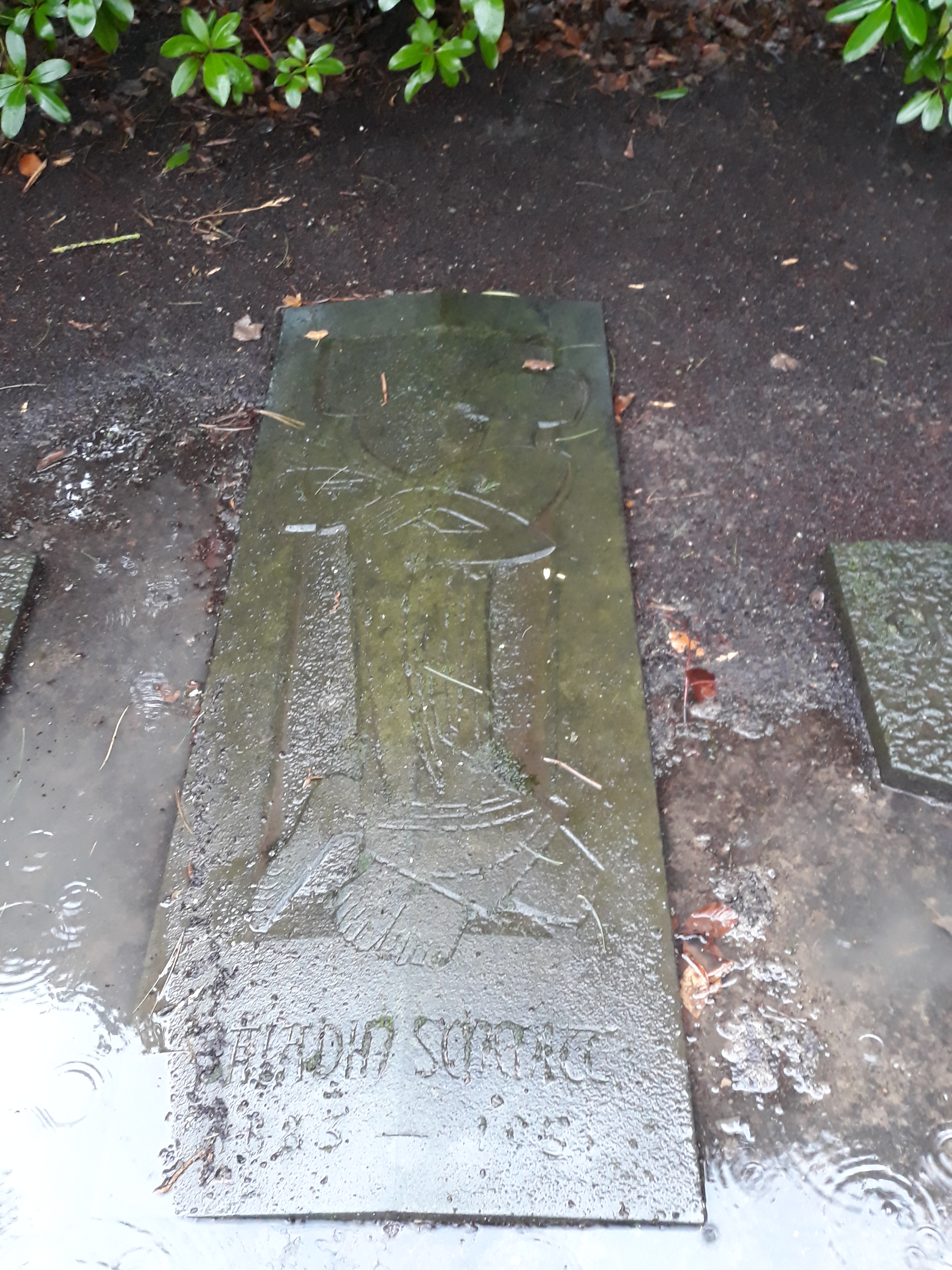
Das Grab von Saladin Schmitt auf dem Friedhof Blumenstraße in Bochum.

Saladin Schmitt (* 18. September 1883 in Bingen am Rhein; † 14. März 1951 in Bochum, eigentlich Joseph Anton Schmitt, auch unter dem Pseudonym Harald Hoffmann tätig) war Regisseur und Theaterintendant.

## Leben
Schmitt stammte aus einer seit mehreren Generationen an der unteren Nahe ansässigen Familie von Weinhändlern und Mühlenbesitzern, in der jeweils der älteste Sohn Saladin genannt wurde, da nach einer Familienlegende ein Vorfahr an den Kreuzzügen teilgenommen hatte. Als sein älterer Bruder Saladin starb, nahm er dessen Vornamen an.
Nach dem Abitur in Darmstadt 1901 studierte er in Bonn und Berlin Germanistik. 1905 promovierte er bei dem Bonner Germanisten und Theaterwissenschaftler Berthold Litzmann mit einer Arbeit über Friedrich Hebbel. Neben dem Studium nahm er unter dem Pseudonym Harald Hoffmann an der Schauspielschule Köln bei Max Martersteig Unterricht als Schauspieler und Regisseur.
In der Spielzeit 1906/1907 war Schmitt als Dramaturg am Stadttheater Elberfeld tätig, danach schrieb er hauptsächlich für das Feuilleton des Kölner Tageblatts. Von 1913 bis 1915 war er Spielleiter am Stadttheater Freiburg, während des Ersten Weltkriegs leitete er das Deutsche Theater in Brüssel.

### Zeit am Bochumer Stadttheater
Von 1919 bis 1949 war Saladin Schmitt der Intendant des Stadttheaters Bochum und von 1921 bis 1935 zugleich der Duisburger Oper. In Bochum begründete er mit Stücken von Friedrich von Schiller, William Shakespeare und anderen klassischen Autoren, aber auch mit Werken der jüngeren Generation, wie zum Beispiel Heinrich Eduard Jacob, dessen Schauspiel Beaumarchais und Sonnenfels er am 6. Dezember 1919 erfolgreich inszenierte, den Ruf des Theaters.
Seit 1937 war er Vizepräsident und ab 1943 Präsident der deutschen Shakespeare-Gesellschaft. 1938 wurde er von Hitler zum Professor ernannt. Die Ernennung zum Ehrenbürger von Bochum erfolgte im April 1944. Saladin Schmitt wurde als Intendant 1949 abgelöst, als er versucht hatte, seinen früheren Chefdramaturgen Walter Thomas wieder einzustellen, der wegen einer nationalsozialistischen Vergangenheit als umstritten galt; die Absetzung wurde sogar von einer Demonstration vor dem Bochumer Rathaus verlangt.

## Persönliches
Die Homosexualität Schmitts ist zuerst in seinen Briefen an Ernst Bertram, den er in der gemeinsamen Bonner Studienzeit kennenlernte, dokumentiert. Ihre Beziehung endete, als sich Bertram fest an Ernst Glöckner band. „Saladin Schmitt ging offen mit seiner Veranlagung um. Er kannte zahlreiche Homosexuelle und verkehrte mit diesen.“ Während des kurzen Engagements als Oberregisseur in Freiburg kam er deshalb in „erhebliche Schwierigkeiten“.
Schmitt war als Vetter dritten Grades mit Stefan George verwandt. Nach einer ersten persönlichen Begegnung 1905 erschienen im Zeitraum von 1909 bis 1919 einige Gedichte Schmitts in den Blättern für die Kunst. Eine vollständige Sammlung der erhaltenen Gedichte sowie der Briefe Schmitts an George wurde 1964 von Robert Boehringer aus dem Nachlass Georges herausgegeben. Die folgende Strophe aus Georges Gedicht Geheimes Deutschland bezieht sich auf Saladin Schmitt.

„Den liebt ich der · mein eigenstes blut · 

       Den besten gesang nach dem besten sang .. 

       Weil einst ein kostbares gut ihm entging 

       Zerbrach er lässig sein lautenspiel 

       Geduckt die stirn für den lorbeer bestimmt  

       Still wandelnd zwischen den menschen.“

## Ehrung
Bestattet wurde Saladin Schmitt auf dem Blumenfriedhof in einem Ehrengrab der Stadt Bochum. Die ehemalige Fürstenstraße im Bochumer Stadtviertel Ehrenfeld trägt seit 1955 seinen Namen. Er ist auf der Skulptur Entfaltung der Stadt neben Leander Haussmann abgebildet.